# Benjamin Moukandjo
Benjamin Moukandjo Bilé, né le 12 novembre 1988 à Douala (Cameroun), est un ancien footballeur international camerounais ayant évolué au poste d'attaquant ou de milieu offensif de 2006 à 2021.

## Biographie

### Formation au Cameroun
Il commence sa formation au Cameroun en 2000, à la Kadji Sport Academies. En 2005, il rejoint l'équipe première de la KSA. En 2006 Michel Kaham, manager de la  KSA, déclare : « À mon avis, Benjamin est un futur Samuel Eto’o. Son style de jeu correspondant à l’attaquant du football moderne. Vif, incisif, technique, imprévisible, avec une pointe de vitesse qui surprend les gardiens de but ».

### Des débuts difficiles (2007-2009)
Arrivé au Stade rennais, à 18 ans, en juin 2007, il ne joue finalement que très peu avec la réserve de l'équipe en CFA.
Il est prêté pour la saison 2008-2009 de National à l'Entente Sannois Saint-Gratien, mais peu épargné par les blessures il n'apparait que sur 11 rencontres cette saison-là.

### Nîmes Olympique (2009-2011)
Le 31 août 2009, il est transféré au Nîmes Olympique en Ligue 2 sans jamais avoir évolué en professionnel au Stade rennais.
Il fait sa première apparition sous le maillot des crocodiles le 2 septembre 2009 à l'occasion d'un match amical contre la sélection nationale de Zambie, et fait très forte impression dès son entrée en 2e mi-temps.
Il s'impose dès ses débuts sur le côté droit de l'attaque nîmoise, et forme une attaque percutante lors de la saison 2009-2010 avec Johan Cavalli à gauche, Jean-Jacques Mandrichi en pointe, et Jonathan Ayité en soutien.
Avec l'arrivée de Noël Tosi en novembre 2010, il est repositionné plus haut sur son côté droit, et explose alors les compteurs avec 6 buts en 6 matchs toutes compétitions confondues, entre le 10 décembre et le 15 janvier. Il est alors élu meilleur joueur de Ligue 2 du mois de décembre 2010.

### AS Monaco (2011)
Ses récentes performances au moment du mercato hivernal attirent les recruteurs de Ligue 1, il est ainsi transféré le 31 janvier 2011 à l'AS Monaco où il signe un contrat de trois ans et demi. Son transfert avoisine les 500 000 €,. Lors de son premier match en tant que titulaire il fera deux passes décisives. Il marque son premier but lors de la 29e journée face à Arles-Avignon (2-0). Il récidivera contre Lens (1-1) à la 36e journée et à Montpellier (1-0) à la 37e journée mais ça n'est pas suffisant pour maintenir son club en Ligue 1.

### Nancy (2011-2014)
Après la descente de l'ASM en Ligue 2, il souhaite quitter ce club et le 15 août 2011, il s'engage pour trois saisons avec l'AS Nancy-Lorraine contre une indemnité allant de 2 à 2,5 millions d'Euros,. Il n'a pas réussi à graver son nom dans la roche, en réalisant des prestations plutôt "transparentes". En revanche, le 21 avril 2013, il réalise un match dans lequel il inscrit un doublé et permet ainsi à l'ASNL de sortir de la zone de relégation, après 7 mois dans cette dernière.

### Stade de Reims (2014-2015)
Le 18 juillet 2014, il s'engage en faveur du Stade de Reims pour une durée de 2 ans. Il dispute son premier match sous ses nouvelles couleurs le dimanche 17 août face à l'AS Saint-Etienne.

### FC Lorient (2015-2017)
Le 5 août 2015, Moukandjo rejoint le FC Lorient afin de pallier le départ de Jordan Ayew à Aston Villa.
Moukandjo fait ses débuts contre l'Olympique lyonnais au stade de Gerland. Le 17 août 2015, il marque son premier but sur penalty lors de la deuxième journée de championnat au stade du Moustoir face au SC Bastia et permet à Lorient d'arracher le nul (1-1). Au mois d'octobre, lors du derby à l'EA Guingamp, Moukandjo égalise par deux fois. Dès le match suivant contre l'ESTAC Troyes, il inscrit un nouveau doublé. Le Camerounais s'affirme comme un buteur régulier, ce qu'il n'était pas vraiment depuis son début de carrière. Ainsi, Moukandjo totalise onze réalisations à la trêve hivernale. Le reste de la saison est nettement plus nuancé avec deux buts marqués lors de la phase retour. Moukandjo finit son exercice avec treize buts en Ligue 1.
Moukandjo entame la saison 2016-2017 avec le statut de meneur de l'attaque de Lorient. Il s'offre un doublé dès la première journée de championnat contre le SM Caen mais Lorient s'incline 3-2. Sa saison est toutefois minée par de nombreuses blessures alors que les Merlus s'enfoncent dans le bas du classement. Terminant dix-huitièmes de la Ligue 1, Lorient doit jouer les barrages contre Troyes pour assurer son maintien. Sur le banc le match aller, Moukandjo entre en jeu et délivre une passe décisive pour Waris. Les Bretons perdent les deux rencontres et descendent donc en Ligue 2. La presse souligne le fait que c'est la quatrième relégation que vit le joueur en neuf saisons.

### Passage en Chine (2017-2019)
Courtisé lors du mercato d'été 2017, Moukandjo refuse notamment une offre du Birmingham City. Le Camerounais opte finalement pour la Chine, attirant de nombreuses stars, et s'engage le 13 juillet en faveur du Jiangsu Suning.

### Passage dans le Nord-Pas-de-Calais (2019-2020)
Libre de tout contrat, Moukandjo rejoint le RC Lens le 11 septembre 2019. Peu utilisé par Philippe Montanier (47 minutes en tout), l'attaquant résilie son contrat le 23 janvier 2020. Dans la foulée, il déménage de quelques kilomètres pour rejoindre un autre club de Ligue 2, le Valenciennes FC.

### Valenciennes (2020-2021)
Arrivé à Valenciennes en Janvier 2020, l’attaquant camerounais ne jouera finalement que 2 matchs avec son équipe. Compte tenu de l'arrêt prématuré du championnat de Ligue 2 dû à l'épidémie de Covid-19 et des incertitudes économiques et sportives, l’attaquant ne s’est pas vu proposé de prolongation de contrat par les dirigeants du club français. 

### AEL Larissa (2020-2022)
Libre de tout contrat depuis juin 2020, l’ancien capitaine des Lions Indomptables a signé un contrat d’ 1 an et demi  avec le club grec AEL Larissa .

### En sélection nationale
En 2006, Moukandjo est convoqué en équipe du Cameroun des moins de 20 ans où il joue un rôle actif dans les qualifications puis à la CAN Junior 2007.
En équipe espoirs, Moukandjo participe en 2007 aux éliminatoires des jeux africains 2007 à Alger. L'année suivante, il prend part aux éliminatoires zone Afrique du tournoi de football des Jeux olympiques.
Quelques jours après son arrivée à Monaco, il est appelé pour la première fois avec le Cameroun A pour disputer un match amical en Macédoine le 9 février 2011. L'attaquant a été retenu pour pallier le forfait de Vincent Aboubakar, mais ne rentre pas en jeu durant la rencontre. Il fête finalement sa première cape le 4 juin 2011 en étant titularisé lors du match nul contre le Sénégal (0-0).
Il inscrit son premier but un an plus tard en donnant la victoire aux Lions Indomptables contre la Guinée-Bissau (1-0) lors des éliminatoires de la CAN 2013 le 19 juin 2012.
Le 2 juin 2014, Moukandjo est retenu dans la liste de Volker Finke pour la Coupe du monde 2014 au Brésil. Titulaire sur l'aile droite, il peine à développer son jeu à l'image de son équipe qui subit trois défaites et sort de la compétition en n'ayant marqué qu'un seul but. L'attaquant se fait remarquer pour une rixe avec son coéquipier Benoît Assou-Ekotto lors de la rencontre face à la Croatie,.
Fraichement nommé capitaine des Lions indomptables, Moukandjo est un acteur majeur de la victoire de son pays à la Coupe d'Afrique des Nations 2017. En finale, il délivre une passe décisive pour Nicolas Nkoulou permettant au Cameroun de revenir au score contre l'Égypte avant qu'Aboubakar ne scelle le sort de la rencontre pour une victoire 2-1. Au mois de juin 2017, Moukandjo est le capitaine de la sélection camerounaise qui participe à la Coupe des confédérations. Les africains sont rapidement sortis de la compétition après deux défaites et un nul.
Au mois de septembre 2018, Moukandjo annonce sa retraite internationale à la suite de sa mise à l'écart décidée par le nouveau sélectionneur Clarence Seedorf. Ce dernier juge le niveau du championnat chinois où évolue le joueur trop faible pour mériter une convocation. Moukandjo publie un communiqué de presse annonçant sa retraite et y affirme que la décision de Seedorf est « Inélégante parce que je n'ai même pas eu droit à un coup de fil, en ma qualité de capitaine ayant conduit les Lions au cinquième sacre du Cameroun, en 2017. »

## Statistiques

### Générales
| Saison                | Club                  | Championnat           | Championnat | Championnat | Championnat | Coupe nationale | Coupe nationale | Coupe nationale | Coupe de la Ligue | Coupe de la Ligue | Coupe de la Ligue | Barrages | Barrages | Barrages | Cameroun | Cameroun | Cameroun | Total | Total | Total |
| Saison                | Club                  | Division              | M.          | B.          | P.d.        | M.              | B.              | P.d.            | M.                | B.                | P.d.              | M.       | B.       | P.d.     | M.       | B.       | P.d.     | M.    | B.    | P.d.  |
| 2007                  | Kadji Sport Academies | D2                    | 15          | 12          | -           | -               | -               | -               | -                 | -                 | -                 | -        | -        | -        | -        | -        | -        | 15    | 12    | 0     |
| Sous-total            | Sous-total            | Sous-total            | 15          | 12          | -           | -               | -               | -               | -                 | -                 | -                 | -        | -        | -        | -        | -        | -        | 15    | 12    | 0     |
| 2007-2008             | Stade rennais B       | CFA                   | 12          | 2           | -           | -               | -               | -               | -                 | -                 | -                 | -        | -        | -        | -        | -        | -        | 12    | 2     | 0     |
| 2008-2009             | Stade rennais B       | CFA                   | 2           | 0           | -           | -               | -               | -               | -                 | -                 | -                 | -        | -        | -        | -        | -        | -        | 2     | 0     | 0     |
| Sous-total            | Sous-total            | Sous-total            | 14          | 2           | -           | -               | -               | -               | -                 | -                 | -                 | -        | -        | -        | -        | -        | -        | 14    | 2     | 0     |
| 2008-2009             | Saint-Gratien (prêt)  | National              | 11          | 0           | -           | 2               | 0               | 0               | -                 | -                 | -                 | -        | -        | -        | -        | -        | -        | 13    | 0     | 0     |
| Sous-total            | Sous-total            | Sous-total            | 11          | 0           | -           | 2               | 0               | 0               | -                 | -                 | -                 | -        | -        | -        | -        | -        | -        | 13    | 0     | 0     |
| 2009-2010             | Nîmes Olympique       | Ligue 2               | 31          | 3           | 2           | 2               | 0               | 0               | 1                 | 0                 | 0                 | -        | -        | -        | -        | -        | -        | 34    | 3     | 2     |
| 2010-2011             | Nîmes Olympique       | Ligue 2               | 15          | 4           | 0           | 3               | 2               | 0               | 2                 | 0                 | 1                 | -        | -        | -        | -        | -        | -        | 20    | 6     | 1     |
| Sous-total            | Sous-total            | Sous-total            | 46          | 7           | 2           | 5               | 2               | 0               | 3                 | 0                 | 1                 | -        | -        | -        | -        | -        | -        | 54    | 9     | 3     |
| 2010-2011             | AS Monaco             | Ligue 1               | 16          | 3           | 2           | -               | -               | -               | -                 | -                 | -                 | -        | -        | -        | 2        | 0        | 0        | 18    | 3     | 2     |
| 2011-2012             | AS Monaco             | Ligue 2               | 0           | 0           | 0           | -               | -               | -               | 1                 | 0                 | 0                 | -        | -        | -        | -        | -        | -        | 1     | 0     | 0     |
| Sous-total            | Sous-total            | Sous-total            | 16          | 3           | 2           | -               | -               | -               | 1                 | 0                 | 0                 | -        | -        | -        | 2        | 0        | 0        | 19    | 3     | 2     |
| 2011-2012             | AS Nancy-Lorraine     | Ligue 1               | 27          | 5           | 1           | 1               | 0               | 0               | -                 | -                 | -                 | -        | -        | -        | 6        | 1        | 0        | 34    | 6     | 1     |
| 2012-2013             | AS Nancy-Lorraine     | Ligue 1               | 35          | 5           | 2           | 3               | 3               | 0               | 1                 | 1                 | 0                 | -        | -        | -        | 4        | 0        | 0        | 43    | 9     | 2     |
| 2013-2014             | AS Nancy-Lorraine     | Ligue 2               | 27          | 9           | 3           | -               | -               | -               | -                 | -                 | -                 | -        | -        | -        | 8        | 1        | 1        | 35    | 10    | 4     |
| Sous-total            | Sous-total            | Sous-total            | 89          | 19          | 6           | 4               | 3               | 0               | 1                 | 1                 | 0                 | -        | -        | -        | 18       | 2        | 1        | 112   | 25    | 7     |
| 2014-2015             | Stade de Reims        | Ligue 1               | 31          | 8           | 1           | -               | -               | -               | 1                 | 0                 | 0                 | -        | -        | -        | 13       | 2        | 3        | 45    | 10    | 4     |
| Sous-total            | Sous-total            | Sous-total            | 31          | 8           | 1           | -               | -               | -               | 1                 | 0                 | 0                 | -        | -        | -        | 13       | 2        | 3        | 45    | 10    | 4     |
| 2015-2016             | FC Lorient            | Ligue 1               | 31          | 13          | 2           | 3               | 0               | 0               | -                 | -                 | -                 | -        | -        | -        | 3        | 0        | 0        | 37    | 13    | 2     |
| 2016-2017             | FC Lorient            | Ligue 1               | 25          | 13          | 1           | -               | -               | -               | -                 | -                 | -                 | 2        | 0        | 1        | 18       | 4        | 3        | 45    | 17    | 5     |
| Sous-total            | Sous-total            | Sous-total            | 56          | 26          | 3           | 3               | 0               | 0               | 0                 | 0                 | 0                 | 2        | 0        | 1        | 21       | 4        | 3        | 82    | 30    | 7     |
| 2017                  | Jiangsu Suning        | D1                    | 10          | 7           | 3           | 1               | 1               | -               | -                 | -                 | -                 | -        | -        | -        | 2        | 0        | 0        | 13    | 8     | 3     |
| 2018                  | Beijing Renhe (prêt)  | D1                    | 18          | 7           | 0           | 1               | 0               | 0               | -                 | -                 | -                 | -        | -        | -        | 1        | 0        | 0        | 20    | 7     | 0     |
| Sous-total            | Sous-total            | Sous-total            | 28          | 14          | 3           | 2               | 1               | 0               | -                 | -                 | -                 | -        | -        | -        | 3        | 0        | 0        | 33    | 15    | 3     |
| 2019-2020             | RC Lens               | Ligue 2               | 3           | 0           | 0           | 1               | 1               | -               | -                 | -                 | -                 | -        | -        | -        | -        | -        | -        | 4     | 1     | 0     |
| 2019-2020             | Valenciennes FC       | Ligue 2               | 2           | 0           | 0           | -               | -               | -               | -                 | -                 | -                 | -        | -        | -        | -        | -        | -        | 2     | 0     | 0     |
| Total sur la carrière | Total sur la carrière | Total sur la carrière | 311         | 91          | 17          | 17              | 7               | 0               | 6                 | 1                 | 1                 | 2        | 0        | 1        | 57       | 8        | 7        | 393   | 107   | 26    |

### Buts internationaux
| 0 | Date             | Lieu                                                | Adversaire    | Score | Résultat | Compétition                       |
| - | ---------------- | --------------------------------------------------- | ------------- | ----- | -------- | --------------------------------- |
| 1 | 16 juin 2012     | Stade Ahmadou Ahidjo, Yaoundé, Cameroun             | Guinée-Bissau | 1-0   | 1-0      | Qualifications CAN 2013           |
| 2 | 17 novembre 2013 | Stade Ahmadou Ahidjo, Yaoundé, Cameroun             | Tunisie       | 2-0   | 4-1      | Éliminatoires Coupe du monde 2014 |
| 3 | 24 janvier 2015  | Nuevo Estadio de Malabo, Malabo, Guinée Équatoriale | Guinée        | 1-0   | 1-1      | CAN 2015                          |
| 4 | 30 mars 2015     | Stade Rajamangala, Bangkok, Thaïlande               | Thaïlande     | 2-1   | 2-3      | Match amical                      |
| 5 | 3 septembre 2016 | Stade de Limbé, Limbé, Cameroun                     | Gambie        | 1-0   | 2-0      | Qualifications CAN 2017           |
| 6 | 9 octobre 2016   | Stade Mustapha Tchaker, Blida, Algérie              | Algérie       | 1-1   | 1-1      | Éliminatoires Coupe du monde 2018 |
| 7 | 10 janvier 2017  | Stade Ahmadou Ahidjo, Yaoundé, Cameroun             | Zimbabwe      | 1-1   | 1-1      | Match amical                      |
| 8 | 14 janvier 2017  | Stade de l'amitié, Libreville, Gabon                | Burkina Faso  | 1-0   | 1-1      | CAN 2017                          |

## Palmarès

### En sélection
- Vainqueur de la Coupe d'Afrique des nations de football 2017 avec le Cameroun.

### Distinction personnelle
- Trophée UNFP-RTL-Eurosport.fr du meilleur joueur de Ligue 2 du mois de décembre 2010 (Nîmes Olympique).
- Meilleur passeur de la CAN 2017